# (4418) Fredfranklin
(4418) Fredfranklin (1931 TR1) – planetoida z pasa głównego asteroid okrążająca Słońce w ciągu 4,15 lat w średniej odległości 2,58 j.a. Odkryta 9 października 1931 roku.